# Ospedale Carlo Poma

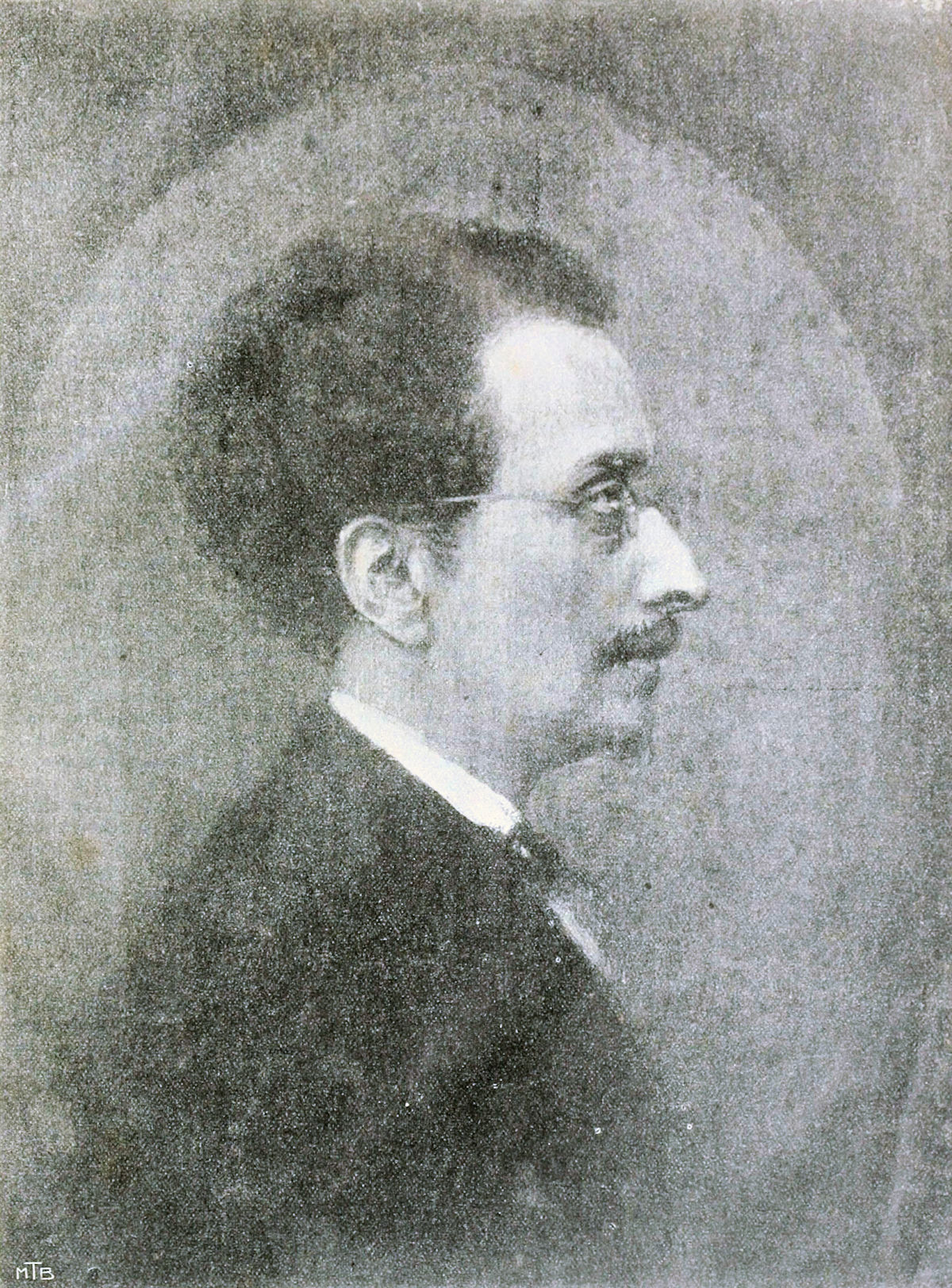
Carlo Poma

L'Ospedale Carlo Poma è una struttura sanitaria di Mantova.
È intitolato al patriota Carlo Poma, uno dei Martiri di Belfiore, nel quale prestò la sua opera.

## Dipartimenti
- Cardio toracico vascolare
- Chirurgico ortopedico
- Emergenza-urgenza
- Fragilità
- Materno infantile
- Medico
- Neuroscienze
- Salute mentale e delle dipendenze
- Servizi